# Rifugio astronomo Cruls
Il rifugio astronomo Cruls (in portoghese Refúgio Astrônomo Cruls) è un'installazione antartica estiva brasiliana intitolata all'astronomo Luis Cruls.
Inaugurato il 25 gennaio 1985 e localizzato ad una latitudine di 62°14′30″S ed a una longitudine di 58°58′48″O la struttura si trova sull'isola Nelson, nelle Shetland meridionali e dipende sia logisticamente che amministrativamente dalla stazione Ferraz.
Può ospitare sino a 6 scienziati per un massimo di 40 giorni.